# Žižanj
Žižanj je nenaseljeni otočić u hrvatskom dijelu Jadranskog mora, u Zadarskom otočju. 
Otočić se nalazi oko 0,5 km južno od krajnjeg zapadnog dijela otoka Pašmana i oko 0,5 km sjeverno od otočića Gangarola. Njegova površina iznosi 0,928 km². Dužina obalne crte iznosi 4,51 km. Najviši vrh je visok 48 mnm.

## Vanjske poveznice
|  | Zajednički poslužitelj ima još gradiva o temi Žižanj |